# 스튜디오 KAI
주식회사 스튜디오 KAI(일본어: 株式会社スタジオKAI 가부시키가이샤 스타지오 카이[*])는 스기나미구에 본사를 둔 일본 애니메이션 스튜디오이다. 2019년 6월 ADK 이모션스(ADK Emotions)에 의해 설립되었다.

## 역사
2019년 6월 ADK 이모션즈의 완전 자회사로 설립되었다. 같은 해, 같은 ADK 홀딩스 계열로 ADK 마케팅 솔루션즈의 자회사(당시, 현재는 독립)인 애니메이션 제작 회사 곤조로부터 일부 애니메이션 제작 사업이나 지적 재산권, 그 관리·운용에 관련된 권리 의무 등을 흡수 분할에 의해 계승했다.
초대 대표이사 사장은 ADK를 거쳐 곤조에서 대표이사 사장 등을 역임한 카츠무라 료이치가 맡았다. 2대 대표이사 사장은 니혼 애드 시스템스 대표를 맡고 스튜디오 KAI, ADK 이모션즈 이사도 겸무하던 시바타 쿠니히코가 맡았다.
회사명 'KAI'의 한자 표기는 배를 젓는 도구인 '櫂'(노). 크레딧에서는 'スタジオ櫂'로 표기되기도 한다.
설립 직후인 2019년부터 2020년에는 곤조의 하청·공동제작으로 활동한다. 같은 해에 최초의 원청 작품으로서 Web 풀 CG 애니메이션 《가가스테루의 습격》을 제작한다. 본작에서는 곤조의 CG부문 오키나와 곤조(현 스튜디오 KAI의 3DCG부문)가 CG 애니메이션의 실제작을 담당했다. 2021년부터 첫 TV 애니메이션 원청 작품 《우마무스메 프리티 더비 Seoson 2》를 제작한다. 본작 이후에는 곤조에 의한 제작 협력을 받지 않았다.

## 제작 체제
제작 부문은 연출·작화 부문(그림 콘티·연출·원화·동화), 3DCG 부문, 제작 부문(제작 진행·제작 데스크·제작 프로듀싱)이 마련되어 있다.
연출·작화 부문에 소속하는 애니메이터의 대부분은 회사 설립시에 애니메이션 제작 회사 사테라이트로부터 이적한 《전희절창 심포기어》 시리즈의 주요 스태프진이다. 한편 3DCG 부문은 곤조 CG 부문으로 2019년 해체된 CG팀 '오키나와 곤조'가 당사로 부문을 옮겨 소속되었다. 제작 부문의 프로듀서나 제작진에 관해서는 새틀라이트, 곤조의 양 스튜디오로부터 스태프의 일부가 이적해 소속되어 있다.
소속 연출가·애니메이터·제작진은 상기와 같이 심포기어 시리즈의 메인 스태프가 많이 소속되어 있으며 애니메이션 프로듀서 카네코 후미오와 사사키 카즈야, 캐릭터 디자인·총작화 감독 후지모토 사토루, 메인 애니메이터·작화 감독 하뉴와 사카모토 슌타, 이마니시 토오루, 액션 디렉터 코타 후미아키와 시키치 유키요시, 연출 나리타 타쿠미, 제작 데스크 마스오 마사시, 그 외 후쿠다 케시타와 오바타 켄 등 여러 작화 감독진이 사테라이트에서 이적해 소속되어 있다. 2021년 4월 1일부터는 이 시리즈의 총작화 감독을 맡은 카바시마 요스케가 소속되어 있다. 이 영향으로 2020년 9월 개봉한 《전희절창 심포기어 XD UNLIMITED》의 OP 애니메이션을 당사가 담당했다.
TV 애니메이션 최초 원청 작품이 된 《우마무스메 프리티 더비 Seoson 2》에서는 애니메이션 프로듀서를 마스오 마사시, 애니메이션 제작 총괄을 카네코 후미오, 조감독을 나리타 타쿠미, 캐릭터 디자인을 카바시마 요스케, 총작화 감독을 카바시마와 공동으로 후지모토 사토루가 담당했다. 또, 심포지아 시리즈에서 감독이었던 오노 카츠미가 연출로 참가한 것 외에, 공동 각본을 담당한 나가이 신고가 본작에도 각본으로 참가. 그 외, 각 이야기 연출이나 프롭 디자인·메인 애니메이터·작화감독·원화에도 이 시리즈의 스태프가 많이 참가했다. 본작의 3DCG 애니메이션에 관해서는 회사의 3DCG 부문이 담당한다. 덧붙여 이 팀은 2018년 12월에 발매된 《우마무스메 프리티 더비》의 OVA 작품 〈BNW의 맹세〉 2화 애니메이션 제작을 사테라이트 명의로 담당했다.
설립 때보다 애니메이터의 사원 등용에도 힘쓰고 있어 연출이나 작화 감독, 원화의 사내 제작률은 높다. 내제율을 높임으로써 스케줄 관리나 스태프끼리의 제휴를 긴밀히 실시할 수 있기 때문에 퀄리티의 품질 유지로 이어지고 있다.

## 작품

### 텔레비전 애니메이션
- 우마무스메 프리티 더비 Seoson 2 (2021년)
- 슈퍼 카브 (2021년)
- 해골기사님은 지금 이세계 모험 중 (2022년)
- 신 테니스의 왕자 U-17 WORLD CUP (2022년)
- 샤인포스트 (2022년)
- 캡틴 츠바사 시즌 2 주니어 유스 편 (2023년)
- 우마무스메 프리티 더비 Seoson 3 (2023년)
- 루프 7회차 악역 영애는 적국에서 자유로운 신부 생활을 만끽한다 (2024년)

### OVA
- 호리미야 6화
- 신 테니스의 왕자 효테이 vs 릿카이 : 게임 오브 퓨처 (2021년)

### Web 애니메이션
- 가가스테루의 습격 (2020년)
- 7SEEDS (2020년)
- 23시의 사가 밥 아니메 (2021년)
- 후토탐정 (2022년)